# آنا ريفيس
آنا ريفيس (بالإسبانية: Anita Reeves)‏ هي ممثلة تشيلية، ولدت في 22 ديسمبر 1948 بسانتياغو في تشيلي.

## وصلات خارجية
- آنا ريفيس على موقع IMDb (الإنجليزية)
- آنا ريفيس على موقع قاعدة بيانات الفيلم (الإنجليزية)